# CSI: Crime Scene Investigation (14.ª temporada)
Em 20 de março de 2013 a série foi renovada para a 14ª temporada. A temporada estreou no dia 25 de setembro de 2013 nos EUA. No Brasil estreou em 14 de outubro do mesmo ano.
No quinto episódio da temporada, a série chega ao episódio 300.
Bethany Joy Lenz  e Jason Priestley  fizeram participação especial no episódio. Marg Helgenberger, a intérprete de Catherine Willows, que participou da série até a metade da 12ª temporada também apareceu no episódio, mas em flashback's.
George Eads, (Nick Stokes) se envolveu em uma briga nos bastidores, o que resultou no afastamento temporário do ator da série. Ele ficou fora dos episódios 4 à 8, retornando no episódio 9.  Assim, não participou do episódio especial ''Frame by Frame''.
Essa é a última temporada em que Paul Guilfoyle participa de CSI no elenco regular interpretando o Capitão Jim Brass e, portanto, é também a última em que ele aparece nos créditos de abertura da série.

## Elenco
| Personagem          | Intérprete        | Elenco principal  | Elenco recorrente |
| ------------------- | ----------------- | ----------------- | ----------------- |
| D.B. Russell        | Ted Danson        | Temporada inteira | —                 |
| Julie "Finn" Finlay | Elisabeth Shue    | Temporada inteira | —                 |
| Nick Stokes         | George Eads       | 17 Episódios      | —                 |
| Sara Sidle          | Jorja Fox         | 21 Episódios      | —                 |
| Greg Sanders        | Eric Szmanda      | Temporada inteira | —                 |
| Albert Robbins      | Robert David Hall | Temporada inteira | —                 |
| David Hodges        | Wallace Langham   | Temporada inteira | —                 |
| David Phillips      | David Berman      | Temporada inteira | —                 |
| Morgan Brody        | Elisabeth Harnois | Temporada inteira | —                 |
| Henry Andrews       | Jon Wellner       | Temporada inteira | —                 |
| Jim Brass           | Paul Guilfoyle    | 19 Episódios      | —                 |
| Oficial Mitchell    | Larry Mitchell    | —                 | Temporada Inteira |
| Conrad Ecklie       | Marc Vann         | —                 | 6 Episódios       |
| Sean Yeager         | Matthew Davis     | —                 | 4 Episódios       |

## Episódios
| # S | # T | Título                                                 | Dirigido por   | Escrito por                                       | Exibição original       |
| --- | --- | ------------------------------------------------------ | -------------- | ------------------------------------------------- | ----------------------- |
| 296 | 1   | "The Devil and D.B. Russell (O Diabo e D.B. Russell)"  | Alec Smight    | Christopher Barbour                               | 25 de setembro de 2013  |
| D.B. Russell lidera o time CSI em uma caça a Morgan e Ellie Brass quando estas são sequestradas por um assassino ritualista. |     |                                                        |                |                                                   |                         |
| 297 | 2   | "Take the Money and Run (Pegue o Dinheiro e Corra)"    | Louis Milito   | Andrew Dettmann                                   | 2 de outubro de 2013    |
| A equipe CSI é chamada para investigar um assassinato e um assalto num jogo de pôquer que tinha mais de 1 milhão de dólares em fichas na mesa. |     |                                                        |                |                                                   |                         |
| 298 | 3   | "Torch Song (Som da Tocha)"                            | Brad Tanenbaum | Melissa Byer and Treena Hancock                   | 9 de outubro de 2013    |
| Quando a fumaça de um incêndio em uma boate acaba, quatro cadáveres são encontrados e a equipe CSI vai à procura de um incendiário amador. |     |                                                        |                |                                                   |                         |
| 299 | 4   | "Last Supper (A Última Ceia)"                          | Frank Waldeck  | Treena Hancock e Melissa R. Byer                  | 16 de outubro de 2013   |
| O nome do hit show cooking "Slice and Dice" (Cortar em Cubos) assume um novo significado sombrio quando um ex-concorrente é cortado em cubos e é incorporado um "desafio especial".                                                                                          |     |                                                        |                |                                                   |                         |
| 300 | 5   | "Frame by Frame (Quadro Por Quadro)"                   | Alec Smight    | Gavin Harris                                      | 23 de outubro de 2013   |
| No episódio de nº300 da série, os CSIs são forçados a voltar a ver um caso não resolvido que está aberto pelos últimos 14 anos. Convidados Especiais: Jason Priestley, Bethany Joy Lenz e Marg Helgenberger como Catherine Willows.                                          |     |                                                        |                |                                                   |                         |
| 301 | 6   | "Passed Pawns (Penhores Passados)"                     | Phil Conserva  | Michael F.X. Daly                                 | 30 de outubro de 2013   |
| Depois que um mendigo ganha uma quantia de U$ 350.000 nas mesas de um jogo de blackjack, ele é encontrado morto em um beco e que o dinheiro sumiu - mas isso não é um simples assalto.                                                                                       |     |                                                        |                |                                                   |                         |
| 302 | 7   | "Under a Cloud (De Baixo de uma Nuvem)"                | Brad Tanenbaum | Elizabeth Devine e Richard Catalani               | 6 de novembro de 2013   |
| Um homem retirado de um canal de inundação com uma bomba em sua mochila acorda falando uma língua estrangeira. Greg se esforça para lembrar de um caso de 2006 que pode ameaçar seu futuro como um CSI.                                                                      |     |                                                        |                |                                                   |                         |
| 303 | 8   | "Helpless (Desamparado)"                               | Karen Gaviola  | Tom Mularz                                        | 13 de novembro de 2013  |
| A descoberta de um cadáver ensanguentado dentro de uma "bola de hamster humano" cria uma dúvida nos CSIs. |     |                                                        |                |                                                   |                         |
| 304 | 9   | "Check-in and Check-out (Check-in e check-out)"        | Louis Milito   | Andrew Dettmann                                   | 20 de novembro de 2013  |
| Uma terrível série de assassinatos, aparentemente não relacionados, acontece em um mesmo quarto de motel. A equipe se pergunta se o quarto é realmente um local mortal que "possui" seus hóspedes.                                                                           |     |                                                        |                |                                                   |                         |
| 305 | 10  | "Girls Gone Wild (Garotas Descontroladas)"             | Alec Smight    | Melissa Byer e Treena Hancock                     | 27 de novembro de 2013  |
| Um fim de semana em um spa para Sara, Morgan e Finn se transforma em uma investigação de assassinato e de pessoas desaparecidas quando Finlay some, e então a equipe CSI deve juntar detalhes do que aconteceu para encontrá-la.                                             |     |                                                        |                |                                                   |                         |
| 306 | 11  | "The Lost Reindeer (A Rena Perdida)"                   | Frank Waldeck  | Gavin Harris                                      | 11 de dezembro de 2013  |
| Quando um homem é encontrado morto em uma festa de natal com neve real e renas ao vivo em Las Vegas, a equipe CSI é chamada para investigar. |     |                                                        |                |                                                   |                         |
| 307 | 12  | "Keep Calm and Carry-On (Mantenha a Calma e Continue)" | Brad Tanenbaum | Thomas Hoppe                                      | 15 de janeiro de 2014   |
| Um pequeno crime a bordo de um avião de entrada para Vegas torna-se uma investigação de assassinato, quando um dos passageiros é encontrado morto. |     |                                                        |                |                                                   |                         |
| 308 | 13  | "Boston Brakes (Freios de Boston)"                     | Eagle Egilsson | Christopher Barbour                               | 22 de janeiro de 2014   |
| O CSIs são chamados para investigar um acidente de carro e ficam chocados ao descobrir que a vítima é alguém que conhecem. |     |                                                        |                |                                                   |                         |
| 309 | 14  | "De Los Muertos (De Los Muertos)"                      | Louis Milito   | Tom Mularz e Richard Catalani                     | 5 de fevereiro de 2014  |
| O time CSI trabalha em duas investigações distintas: uma envolvendo uma mulher encontrada morte no México e outra de um casal assassinado na garagem de casa. Mais tarde, eles descobrem que a evidência de um dos casos pode ajudar o outro.                                |     |                                                        |                |                                                   |                         |
| 310 | 15  | "Love For Sale (Amor à Venda)"                         | Frank Waldeck  | Andrew Dettmann                                   | 19 de fevereiro de 2014 |
| Nick e Greg investigam a morte de uma garota de 16 anos, num caso relacionado a um bordel. |     |                                                        |                |                                                   |                         |
| 311 | 16  | "Killer Moves (Movimentos Assassinos)"                 | Alec Smight    | Mary Leah Sutton                                  | 5 de março de 2014      |
| Os CSIs investigam os assassinatos de um cantor que se veste de Elvis e de uma ave, os quais estão estranhamente ligados. |     |                                                        |                |                                                   |                         |
| 312 | 17  | "Long Road Home (Longo Caminho Para Casa)"             | Phil Conserva  | Gavin Harris                                      | 12 de março de 2014     |
| Os CSIs investigam um assassinato de uma groupie e o desaparecimento de uma prostituta. Ambos os casos têm ligação com uma misteriosa banda. |     |                                                        |                |                                                   |                         |
| 313 | 18  | "Univited (Sem Convite)"                               | Brad Tanenbaum | Treena Hancock e Melissa R. Byer                  | 19 de março de 2014     |
| Os CSIs são chamados para investigar o caso de uma família que é dada como inteiramente desaparecida há um mês. |     |                                                        |                |                                                   |                         |
| 314 | 19  | "The Fallen (Os Caídos)"                               | Louis Milito   | Deanna Shumaker                                   | 2 de abril de 2014      |
| Quando um garoto de 16 anos, armado, se tranca numa sala com D.B. Russell após ter se envolvido em um tiroteio na Departamento de Polícia de Las Vegas, a equipe corre contra o tempo para descobrir o motivo para tudo isso e para salvar D.B. antes que seja tarde demais. |     |                                                        |                |                                                   |                         |
| 315 | 20  | "Consumed (Consumidos)"                                | Karen Gaviola  | Tom Mularz                                        | 9 de abril de 2014      |
| O CSI rastreia um assassino canibal e descobrem que ele não trabalha sozinho. |     |                                                        |                |                                                   |                         |
| 316 | 21  | "Kitty (Kitty)"                                        | Eagle Egilsson | Ann Donahue, Carol Mendelsohn e Anthony E. Zuiker | 30 de abril de 2014     |
| O assassinato da esposa de um magnata de cassinos envolvendo crimes cibernéticos chama a atenção de Avery Ryan, a Agente Especial encarregada da Divisão de Crimes Cibernéticos do FBI. Convidada Especial: Patricia Arquette como Avery Ryan                                |     |                                                        |                |                                                   |                         |
| 317 | 22  | "Dead in His Tracks (Morto em Seu Caminho)"            | Alec Smight    | Andrew Dettman                                    | 7 de maio de 2014       |
| Os CSIs investigam um crime recente, com ligações com um assalto da máfia que ocorreu há 25 anos. Enquanto isso, Brass toma uma decisão difícil depois que sua filha Ellie tenta se matar. Convidado Especial: Treat Williams como Sam Bishop                                |     |                                                        |                |                                                   |                         |